# 스타게이지 파이
스타게이지 파이(영어: Stargazy pie)는 영국 콘월 지역에 전래되어온 전통 파이이다. 생선 머리가 파이의 상단을 덮고 있는 밀가루 반죽(페이스트리) 위로 돌출되어 있는게 특징인데, 이것이 마치 '별을 보고 있는' 듯 하다고 해서 '스타게이지 파이'라는 이름이 부쳐졌다.
16세기 경 어느 12월 겨울, 콘월주의 작은 어촌 마을에 폭풍우가 지속되어 조업이 불가능해지자 마을 전체가 굶주림에 시달렸는데, 톰 보콕(Tom Bawcock)이란 어부가 용감하게도 폭풍우를 뚫고 바다에 나가 생선을 잡아 마을 사람들을 기아(飢餓)에서 구해냈다. 이후 콘월에서는 매년 12월 23일 저녁에 '톰 보콕 전야제'를 열어 그의 영웅적 행위를 기념하며 생선 파이를 만들어 먹었는데, 이 축제에서 유래하였다고 한다.
다소 기괴한 외형적 특징 때문에 강한 거부감을 불러일으키기는 하나, 이와 달리 맛있다는 평가가 다수를 차지하는 편이다. 그러나 현재 런던 시내에서 이 요리를 제공하는 식당이 없을 정도로 영국에서 조차 널리 알려져 있지는 않은 콘월 지역 향토 음식이다.

## 기원

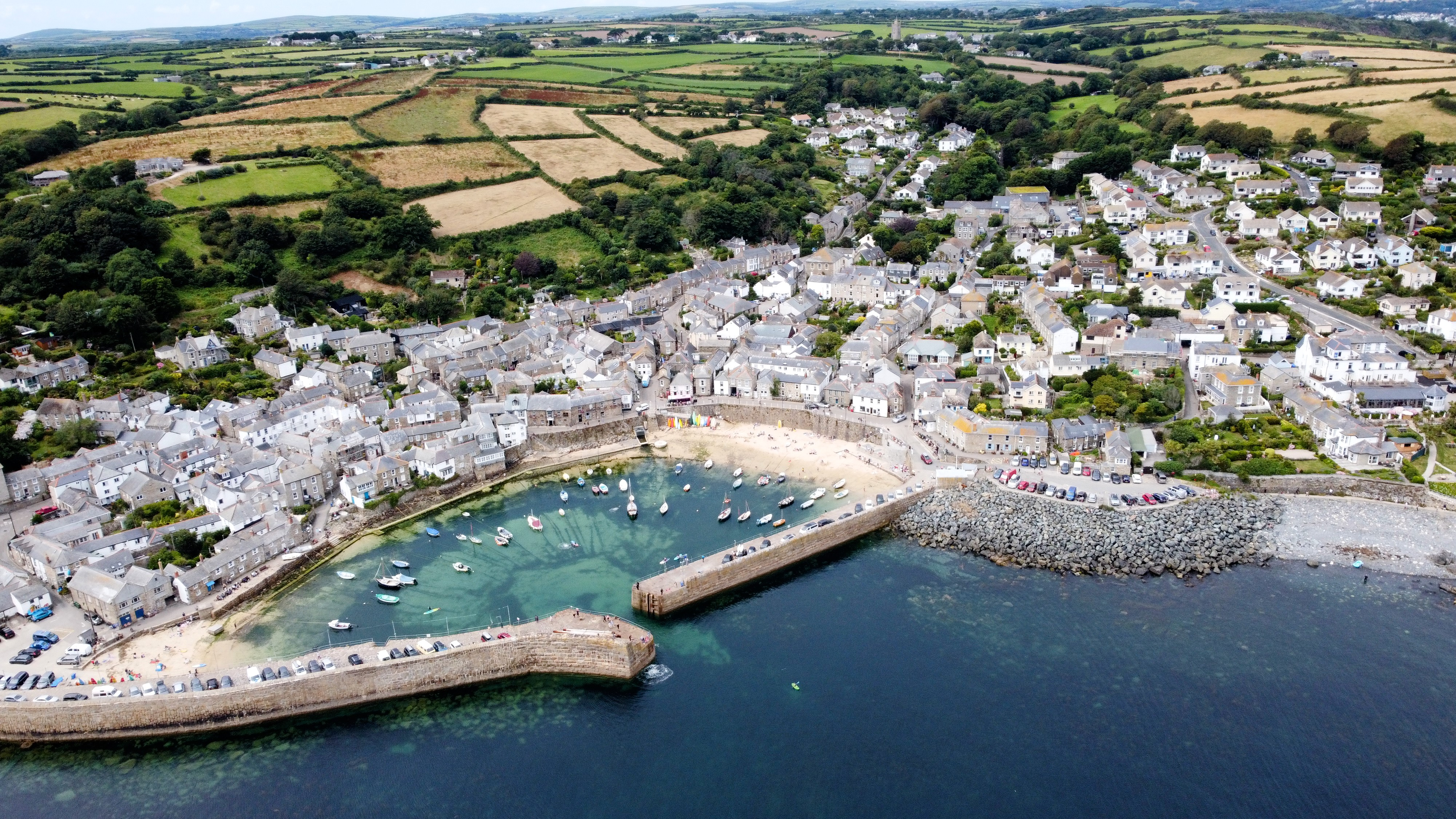
콘월 마우스홀 포구 전경

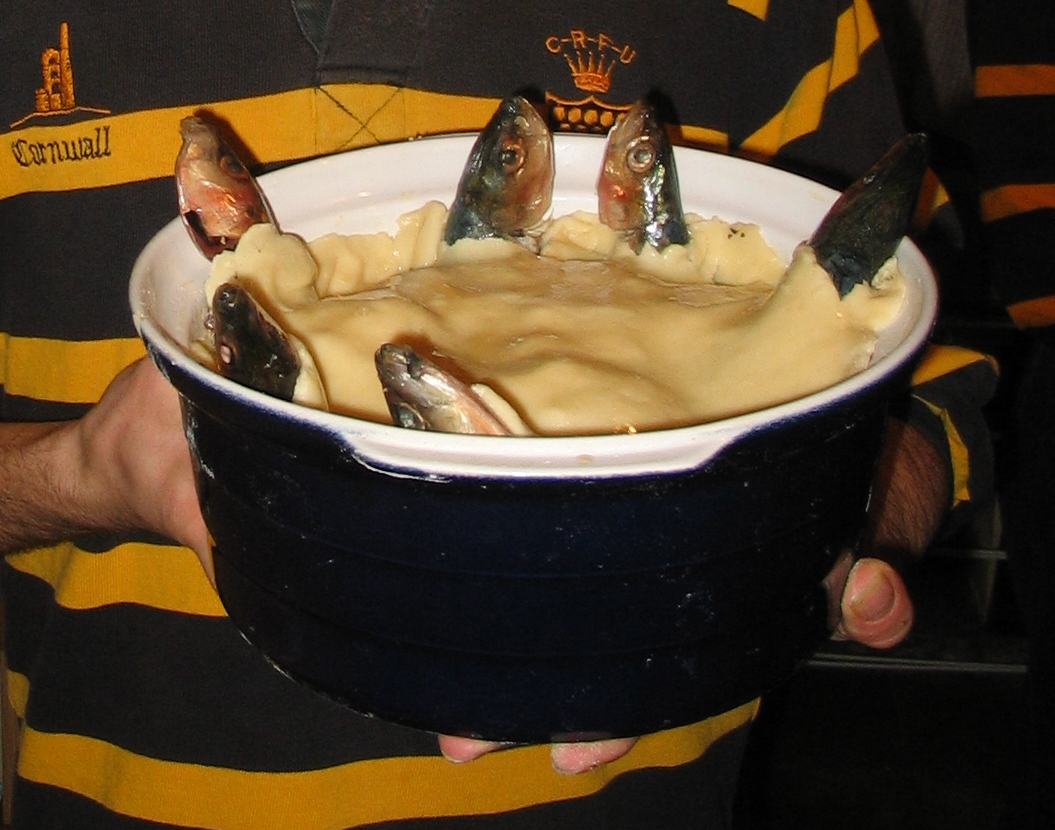
스타게이지 파이

영국 남서부에 위치한 콘월주의 작은 어촌 마을 마우스홀(Mousehole)에는 마을 주민들을 굶주림에서 구한 용감한 어부 톰 보콕(Tom Bawcock)에 대한 이야기가 전설처럼 내려오고 있다. 작은 포구에 선착장이 있는 이 어촌 주민들은 전통적으로 물고기를 잡아 이를 주식으로 삼아 왔으나, 16세기 무렵 어느 해 추운 겨울에 수 주간에 걸쳐서 폭풍우가 지속되면서 물고기를 잡으러 바다로 나갈 수 없었다. 이로 인해 마을 주민 전체는 추위와 함께 굶주림에 시달렸다.
그해 12월 23일, 크리스마스가 다가오고 있음에도 기상악화로 조업이 불가능해지자 결국 이를 타개하기 위해 지역의 주민이자 어부였다는 전설적인 인물 톰 보콕(Tom Bawcock)이 나섰다. 그는 위험을 무릅쓰고 홀로 배를 몰고 폭풍우 치는 바다로 나갔고, 마을 주민 전체가 먹을 수 있는 양의 충분한 물고기를 잡아서 돌아왔다. 그리고 그는 잡아온 양미리, 전갱이, 정어리, 청어, 돔발상어 등 일곱 종류의 물고기를 모두 파이 반죽에 넣어 한꺼번에 구운 큰 파이를 만들어 마을 사람들에게 나누어 주었다. 전래되는 이야기에 의하면 그는 파이 안에 자신이 직접 잡아온 물고기가 들어있다는 것을 보여주기 위해 물고기 머리가 파이 밖으로 튀어나오도록 했다고 한다.
이후 그의 목숨을 건 매우 용감하고도 영웅적인 행동을 널리 알리기 위하여 매년 12월 23일마다 ‘톰 보콕 전야제’를 열어 기념하게 되었다. 이 연례행사에서는 그가 만들었다는 거대한 ‘스타게이지 파이’를 만들어 방문객들에게 무료로 제공하였고, 점차 콘월주의 지역 축제로 자리 잡았다고 한다. 1963년부터는 많은 다른 전시물들과 함께 항구 전체을 밝히는 조명을 켜고 있으며, 이 지역 어부들은 다음 해에 잡기 원하는 다양한 물고기에 대한 희망을 담아 여러 다른 물고기로 요리한 파이를 포함시키고 있다. 또한 전야제에 참가한 마을 사람들은 파이를 먹기 전에 직접 만든 등불과 함께 스타게이지 파이를 들고 행진하기도 한다.

## 문화
‘톰 보콕 전야제’(Tom Bawcock's Eve)라는 지역 축제가 쉽인(Ship Inn) 이라는 여인숙 주인에 의해 조작되었다는 소문이 1950년대에 나돌았던 적이 있었다. 그러나 1927년에 출판된 '올드 콘월'이라는 잡지에 축제에 관련된 기록이 남아있는 것이 발견되면서 이 루머는 해소되었다. 글을 기고한 모턴 낸시(Morton Nance)라는 작가는 1900년 이전의 축제들에 관해 논하면서, 톰 보콕(Tom Bawcock)이 실존 인물이었는지에 대해서는 의심스럽다고 언급했고, 축제가 언제부터 본격적으로 지역 축제로 자리 잡았는지 여부에 대해서도 불분명하다고 밝혔다.
2020년 1월 22일에 유투브 채널 영국남자에 출연하여 '스타게이지 파이'를 맛보았던 손흥민은 보기와는 달리 먹을 만하다고 평가한 적이 있다.